# Rob Beschizza
Rob Beschizza es un escritor, artista y periodista británico-estadounidense, editor del sitio web de cultura Boing Boing y fundador de txt.fyi,una plataforma de publicación descrita por Wired como un ejemplo de "medios antisociales". Sus obras incluyen videojuegos minimalistas, relatos breves, software generativo que crea arte psicodélico, descripciones de vinos y eufemismos periodísticos, entre otros temas. Beschizza ha sido comentarista de noticias en cadenas de televisión como NBC, CNN y Al Jazeera.
Beschizza, quien fue corresponsal de tecnología y reportero policial, se graduó de Goldsmiths College y obtuvo la ciudadanía estadounidense por naturalización en 2015.
En 2014, Beschizza produjo una versión no autorizada de la película Dune (1984) de David Lynch, en la que eliminó sistemáticamente los diálogos. Esta versión fue retirada posteriormente debido a una reclamación de derechos de autor y una demanda relacionada con la propiedad intelectual.